# Pagani Zonda
Pagani Zonda – supersamochód klasy wyższej produkowany pod włoską marką Pagani w latach 1999–2022.

## Historia i opis modelu

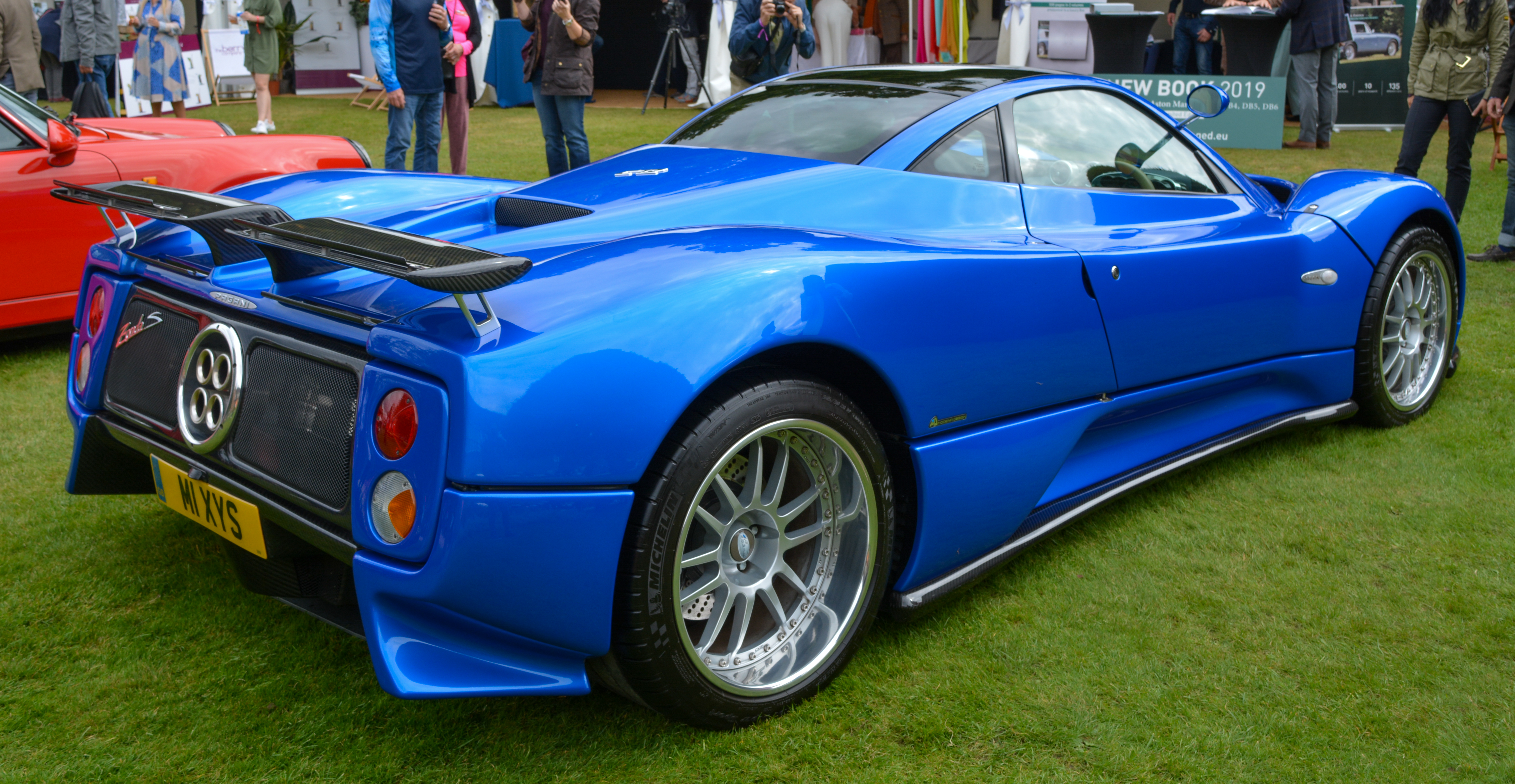
Pagani Zonda - tył

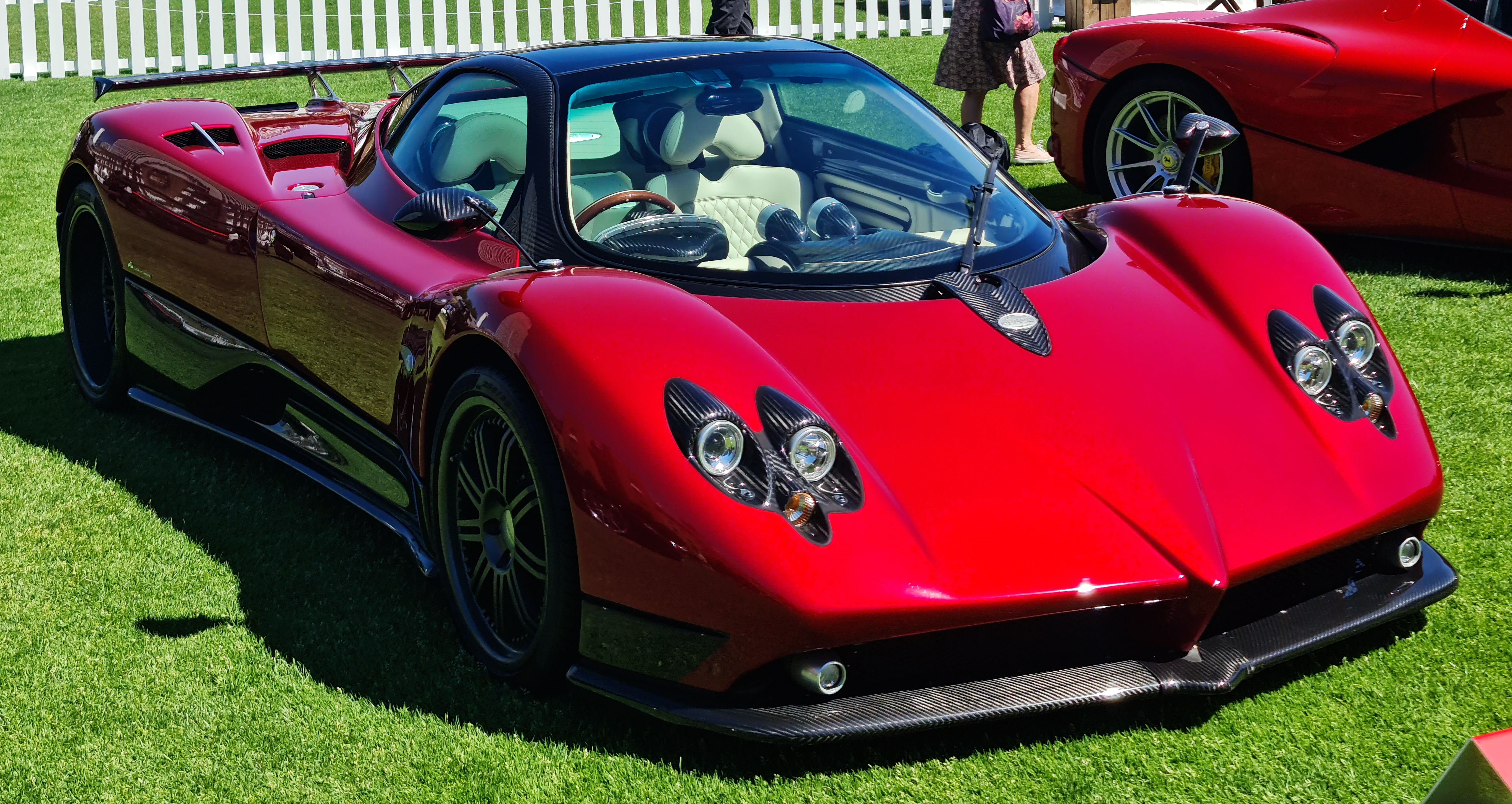
Pagani Zonda F

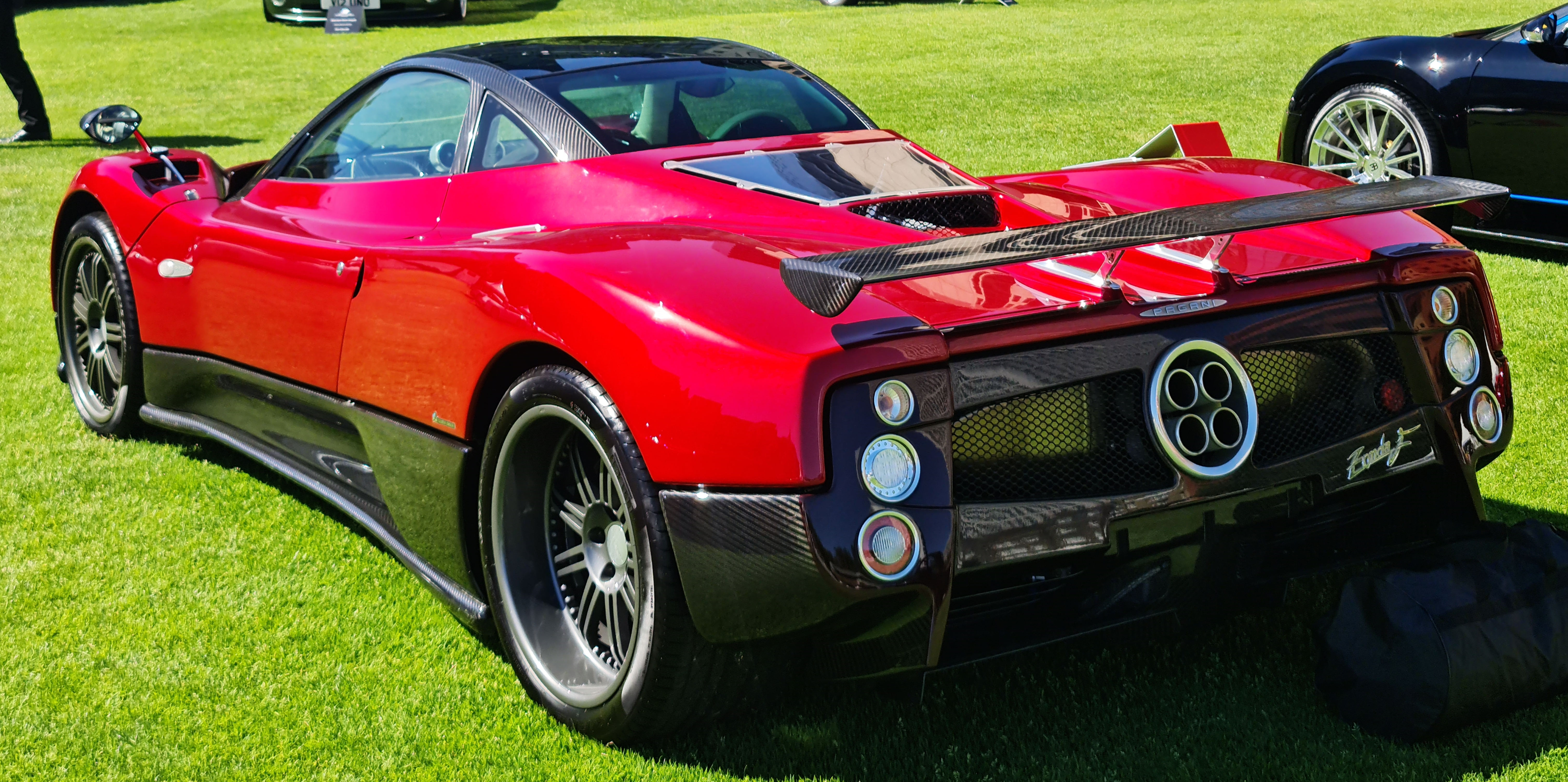
Pagani Zonda F - tył

Pagani Zonda C12 zadebiutowała w 1999 na wystawie Geneva Motor Show jako pierwszy seryjny pojazd skonstruowany w historii firmy Pagani Automobili, którą założono 7 lat wcześniej przez argentyńskiego konstruktora i projektanta, Horacio Paganiego. Proces konstrukcyjny samochodu poprzedziła trwająca od 1992 roku budowa serii prototypów, które rozwijano pod kodem C8 Project. Pomysłodawca projektu inspirował się głównie bolidami Formuły 1, w 1994 roku po udanych wstępnych testach aerodynamicznych i zawarciu porozumienia z Mercedesem uzyskując kształt samochodu bliski finalnej formy.
Charakterystyczną cechą Zondy była awangardowa stylistyka autorstwa samego Horacio Paganiego, dla którego głównym źródłem inspiracji były bolidy wyścigowe klasy C, którymi zespół Mercedesa ścigał się wielokrotnie w różnych zawodach w latach 80. i 90. Przód przyozdobiły podwójne reflektory i wąsko zarysowana kabina pasażerska z wysoko osadzonymi lusterkami bocznymi. Tylną część nadwozia zdominowała z kolei centralnie umieszczona, poczwórna końcówka wydechu otoczona chromowanym pierścieniem. Kabina pasażerska zyskała luksusowo-sportową estetykę, z parą kubełkowych foteli. Wnętrze wykończono mieszanką skóry, jedwabiu oraz połyskującego aluminium, a detale zyskały nietypowe kształty.
Podstawowa Zonda wyposażona została silnik o pojemności sześciu litrów (5987 cm³) (silnik Mercedes-Benz M120 V12) i osiągała maksymalną prędkość 185 mph (297 km/h). Silnik generował moc 408 KM (300 kW/402 hp) przy 5200 obr./min i moment obrotowy równy 571 Nm (421 ft·lbf) przy 3800 obr./min.

### Zonda S
Kolejna odmiana Zondy zadebiutowała w 2000 roku, zyskując głównie drobne zmiany techniczne. Silnik 6.0 Mercedesa został zastąpiony przez zmodyfikowany w firmie AMG. Do napędu użyto jednostki generującej moc maksymalną 557,6 KM przy 5500 obr./min. Maksymalny moment obrotowy wynosi 750 Nm 4100 obr./min. Prędkość maksymalna jest nieznana, zaś przyspieszenie 0–100 km/h 3,7 s. Moc przenoszona była na tylną oś poprzez 6-biegową manualną skrzynię biegów.

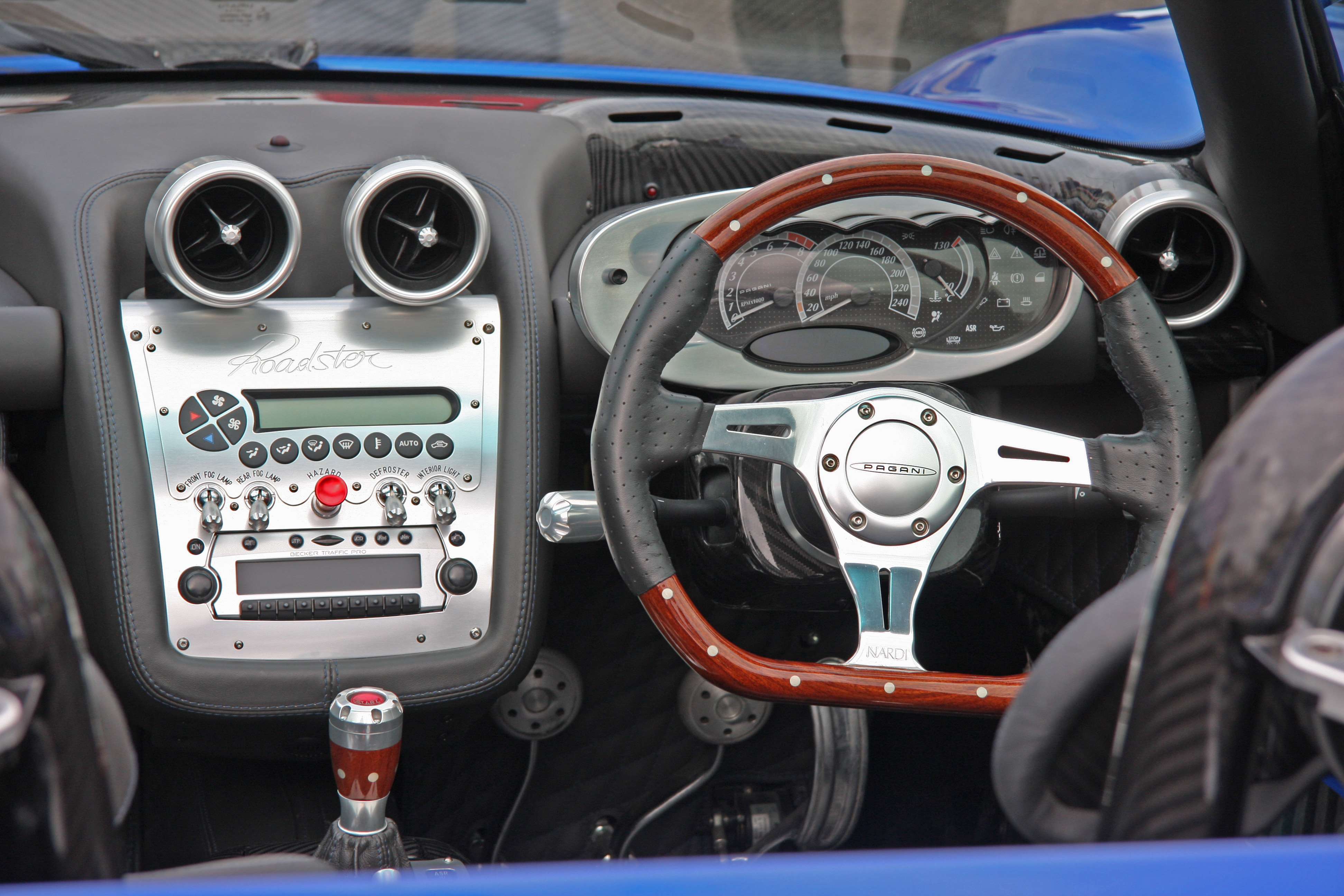
Pagani Zonda - kokpit

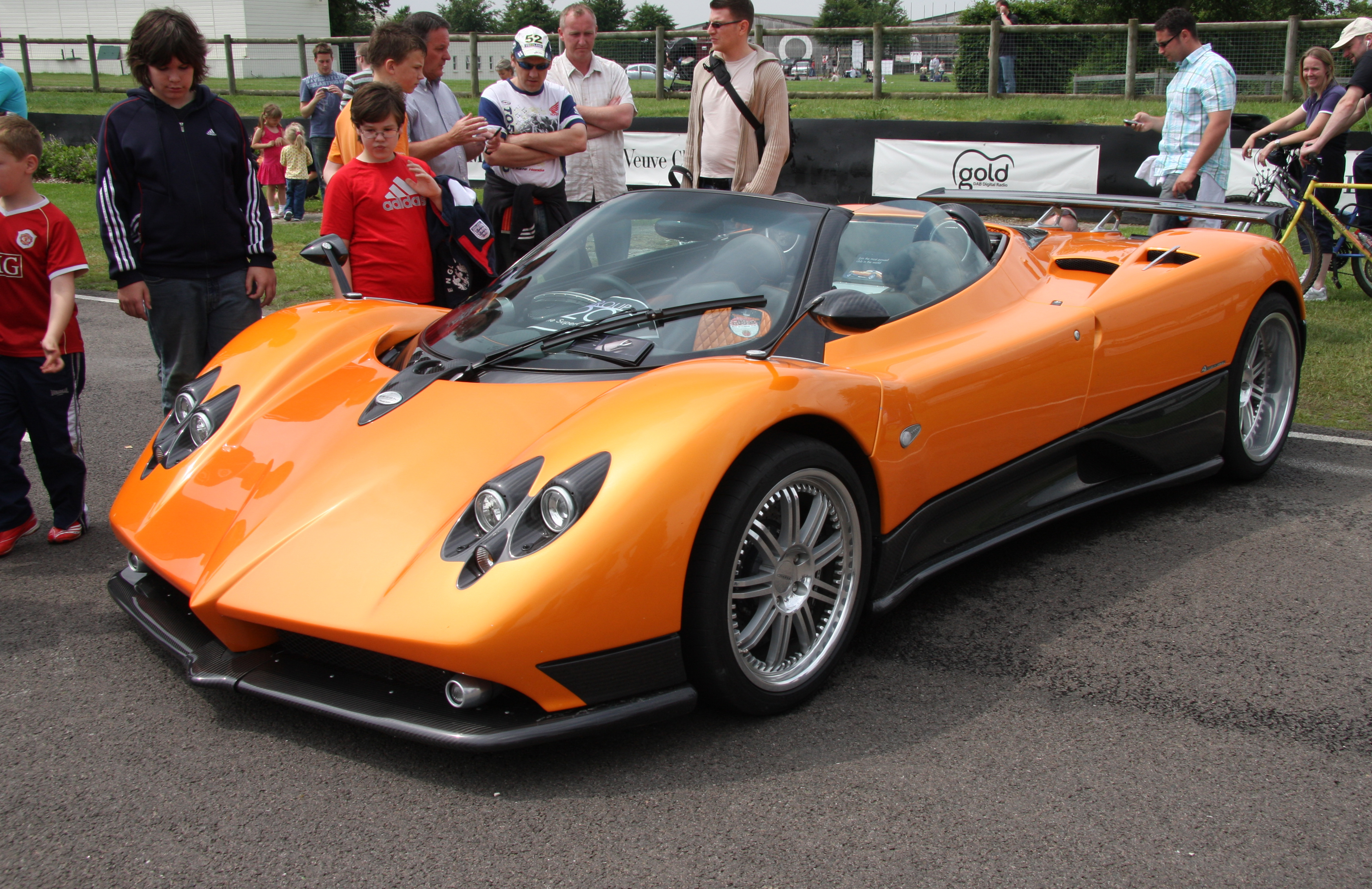
Pagani Zonda F Roadster

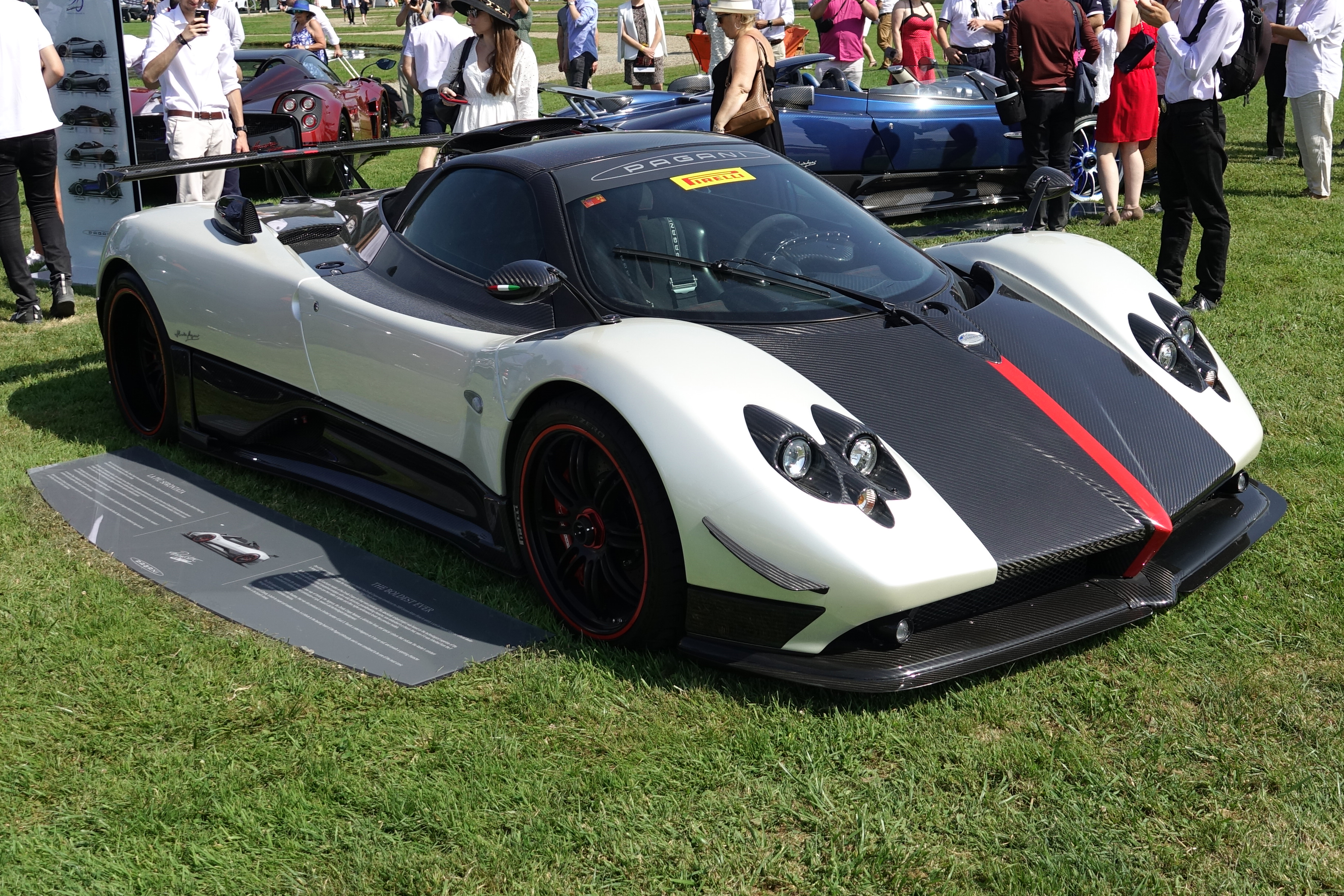
Pagani Zonda Cinque

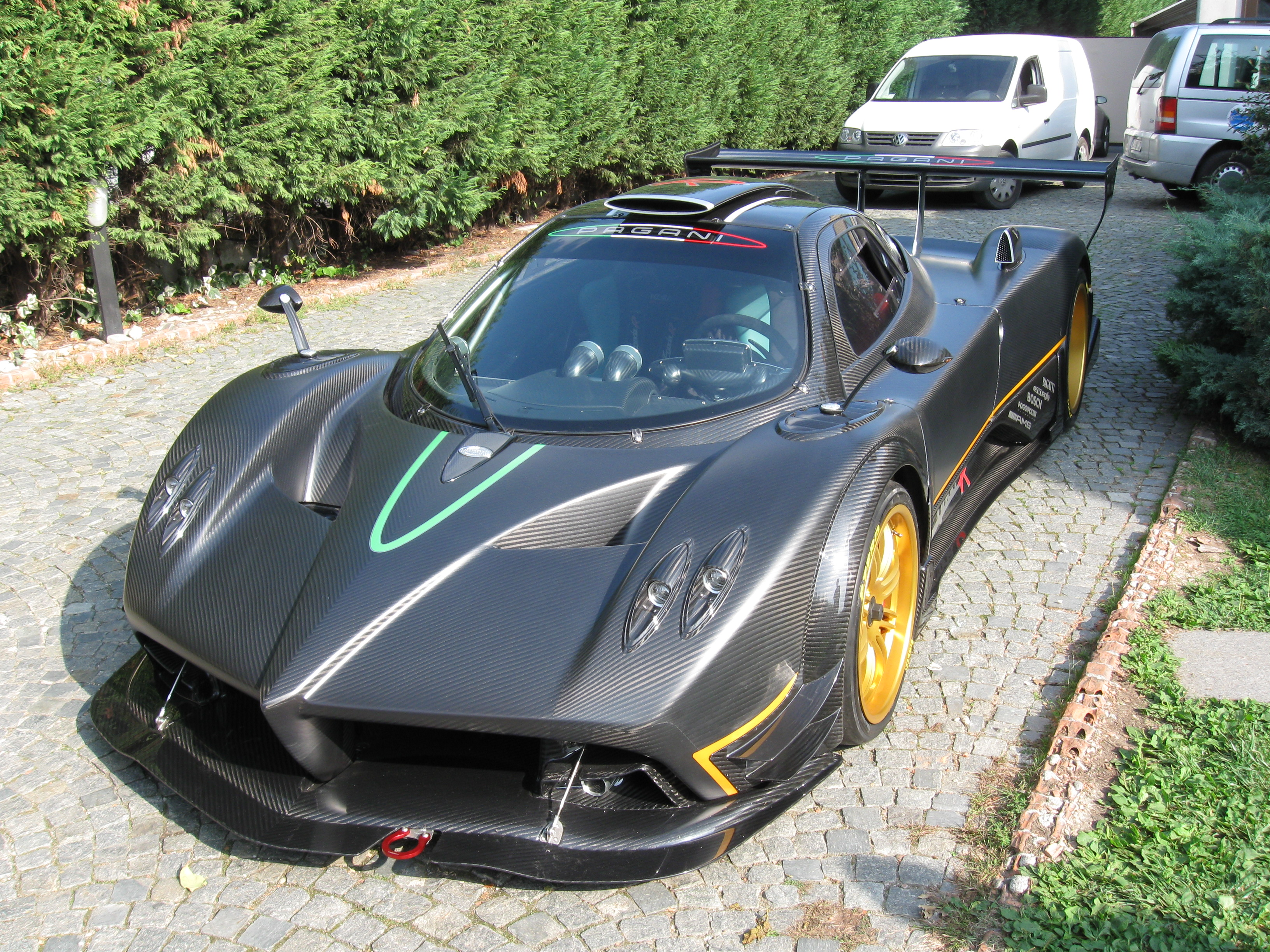
Pagani Zonda R

### Zonda C12 7.3
Następne modyfikacje Zondy przeprowadzono w 2002 roku. Przy okazji prezentacji Zondy 7,3 dodano wówczas symbol na tylnej kratce i wprowadzono kosmetyczne zmiany w układzie napędowym oraz zoptymalizowanym wyciszeniu układu napędowego. Moc wzrosła do 555 KM, natomiast moment obrotowy do 750 Nm przy 3800 obr./min. Nadwozie o przeprojektowanej aerodynamice zyskało dodatkowe 5 centymetrów długości.

### Zonda F
Podczas Geneva Motor Show w marcu 2005 roku przedstawiona została kolejna, udoskonalona odmiana Zondy z F w nazwie oddającym hołd mentorowi Horacio Paganiego, Juanowi Manuelowi Fangio.                           
Wyposażona jest w zmodyfikowany, ręcznie wykonany 48-zaworowy silnik o pojemności 7,3 l, generujący moc 650 KM oraz moment obrotowy 760 Nm przy 4000 obr./min. Prędkość maksymalna to ok. 345 km/h. Rok po prezentacji Zondy F zaprezentowana została pierwsza w historii linii modelowej odmiana z otwieranym dachem typu roadster.

### Zonda R
W styczniu 2009 roku zadebiutowała wyczynowa i najbardziej zmodyfikowana od momentu premiery odmiana Zondy. Samochód zyskał kompleksowo przeprojektowaną stylistykę z inaczej osadzonymi reflektorami, a także przeprojektowanym układem napędowym. Model ten jest o 389 mm dłuższy od Zondy F, ma większy spoiler i profesjonalny dyfuzor.  Silnik opracowało AMG, wywodząc się z Mercedesa CLK GTR. 6-litrowy, 48-zaworowy motor V12 generuje moc 750 KM, przy 8000 obr./min oraz 710 Nm. Silnik połączony jest z 6-stopniową sekwencyjną skrzynią biegów, która ma zadowolić najbardziej wymagających kierowców. Układ wydechowy jest oparty na technologii z bolidów Formuły 1. Jest to najszybsza wersja tego samochodu. Przyspieszenie 0-100 km/h wynosi 2,7 s. Cena samochodu wyniosła 1,4 mln euro, w momencie debiutu była to najszybsza wersja modelu Zonda. Pojazd nie był dopuszczony do ruchu drogowego ani na brytyjskie tory, ponieważ nie spełniał wymogów głośności.

### Zonda Cinque
Oprócz Zondy R, w 2009 roku Pagani przedstawiło jeszcze jedną odmianę specjalną Zondy w postaci modelu Cinque, która wyróżniła się dedykowanym pakietem stylistycznym i mniejszą o 20 kg masą całkowitą. Do napędu użyto jednostki V12 7,3 l (7291 cm³) 60° DOHC 48v/4 zawory cylinder (Mercedes-Benz AMG), generującą moc maksymalną 678,3 KM. Maksymalny moment obrotowy wynosi 780 Nm. Prędkość maksymalna wynosi 350 km/h, zaś przyspieszenie 0–100 km/h 3,4 s. Moc przenoszona była na tylną oś poprzez 6-biegową manualną skrzynię biegów. 

### Zonda 760 Series
Choć produkcja regularnej linii Zondy zakończyła się oficjalnie w 2013 roku po 14 latach, tak rok wcześniej zainaugurowana została jeszcze jedna, specjalna seria budowana na specjalne zamówienie 5 klientów. Pierwszym modelem specjalnym było 760RS zbudowane dla nabywcy z Chile, które stylistycznie nawiązywało obszernie do Zondy Cinque. W tym samym roku ukończono też model 760LH, który powstał dla brytyjskiego kierowcy F1, Lewisa Hamiltona. W 2017 roku przedstawiono model 760 KAQ opracowany dla nabywcy ze Zjednoczonych Emiratów Arabskich, z kolei w 2018 roku zaprezentowano model Zonda Viola o charakterystycznym, fioletowym kolorze znanym już modelu 760LH.
W 2022 roku zadebiutował piąty, ostatni egzemplarz z serii 760 w postaci modelu 760 Roadster, który opracowano we współpracy z LMM Design. Pokryty połyskującą srebrną folią egzemplarz zbudowano dla nabywcy z Londynu.

## Dane techniczne
| Wersja            | Silnik:                    | Układ zasilania: | Średnica × skok tłoka: | St. sprężania: | Moc maksymalna:                    | Maks. moment obrotowy      | 0-100 km/h: | V-max:   |
| ----------------- | -------------------------- | ---------------- | ---------------------- | -------------- | ---------------------------------- | -------------------------- | ----------- | -------- |
| Zonda C12         | V12 6,0 l (5987 cm³)       | wtrysk           | 89,00 mm × 80,20 mm    | b/d            | 400 KM (293 kW) przy 5200 obr./min | 570 N•m przy 3800 obr./min | 4,0 s       | 347 km/h |
| Zonda C12S        | V12 7,0 l (7010 cm³)       | wtrysk           | b/d                    | b/d            | 558 KM (410 kW) przy 5500 obr./min | 750 N•m przy 4100 obr./min | 3,7 s       | 350 km/h |
| Zonda             | V12 7,3 l (7291 cm³), DOHC | wtrysk           | 91,50 mm × 92,40 mm    | b/d            | 555 KM (408 kW) przy 5900 obr./min | 750 N•m przy 4050 obr./min | 3,7 s       | b/d      |
| Zonda S 7.3       | V12 7,3 l (7291 cm³), DOHC | wtrysk           | 91,50 mm × 92,40 mm    | 10,5:1         | 555 KM (408 kW) przy 5900 obr./min | 750 N•m przy 4050 obr./min | 3,7 s       | 354 km/h |
| Zonda F           | V12 7,3 l (7291 cm³), DOHC | wtrysk           | 91,50 mm × 92,40 mm    | b/d            | 602 KM (443 kW) przy 6150 obr./min | 760 N•m przy 4000 obr./min | 3,6 s       | 345 km/h |
| Zonda F Clubsport | V12 7,3 l (7291 cm³), DOHC | wtrysk           | 91,50 mm × 92,40 mm    | b/d            | 650 KM (478 kW) przy 6200 obr./min | 780 N•m przy 4000 obr./min | 3,6 s       | 345 km/h |
| Zonda Cinque      | V12 7,3 l (7291 cm³), DOHC | wtrysk           | 91,50 mm × 92,40 mm    | b/d            | 678 KM (499 kW)                    | 780 N•m                    | 3,4 s       | 350 km/h |

## Wersje specjalne

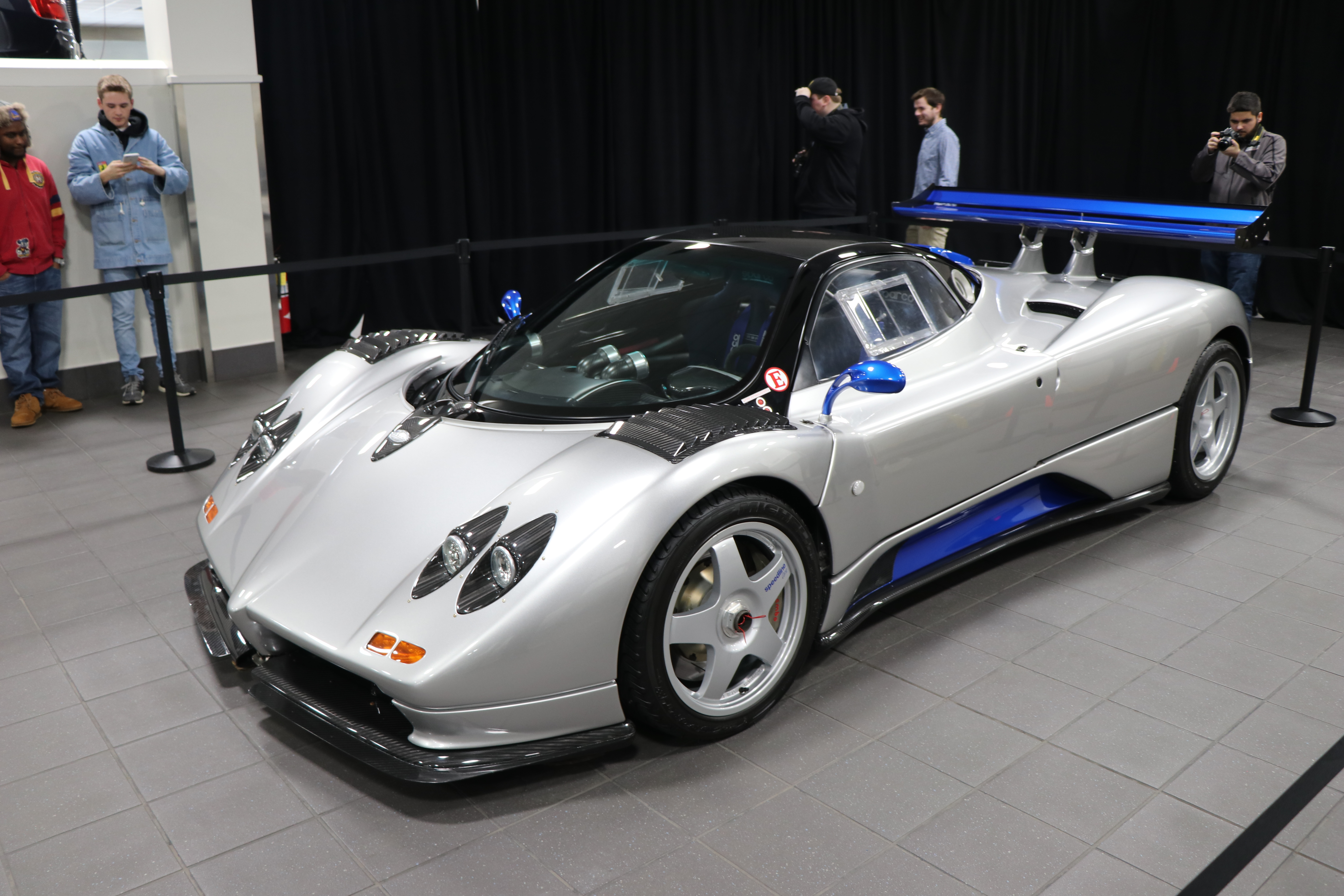
Pagani Zonda Monza

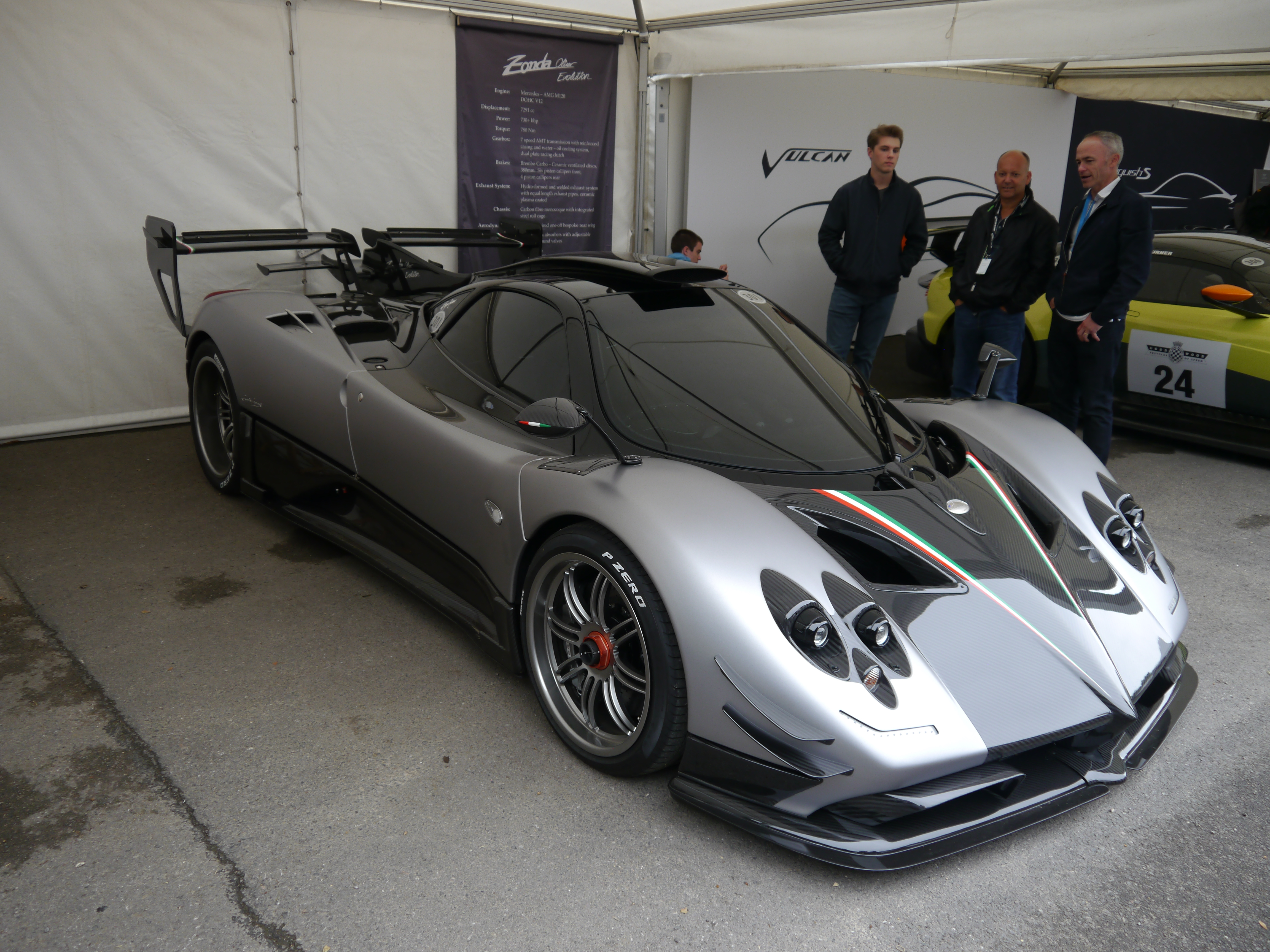
Pagani Zonda Oliver Evolution

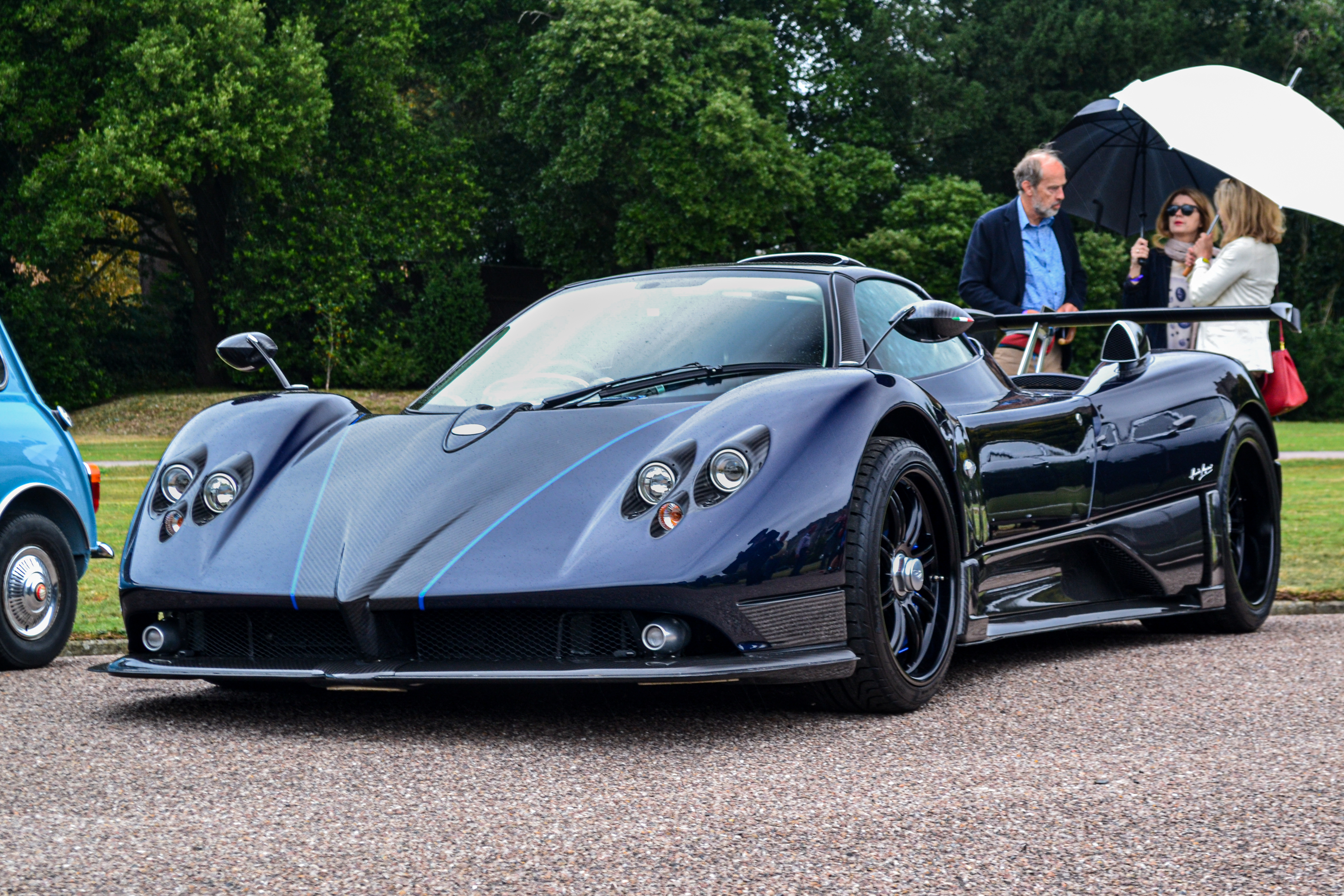
Pagani Zonda VR

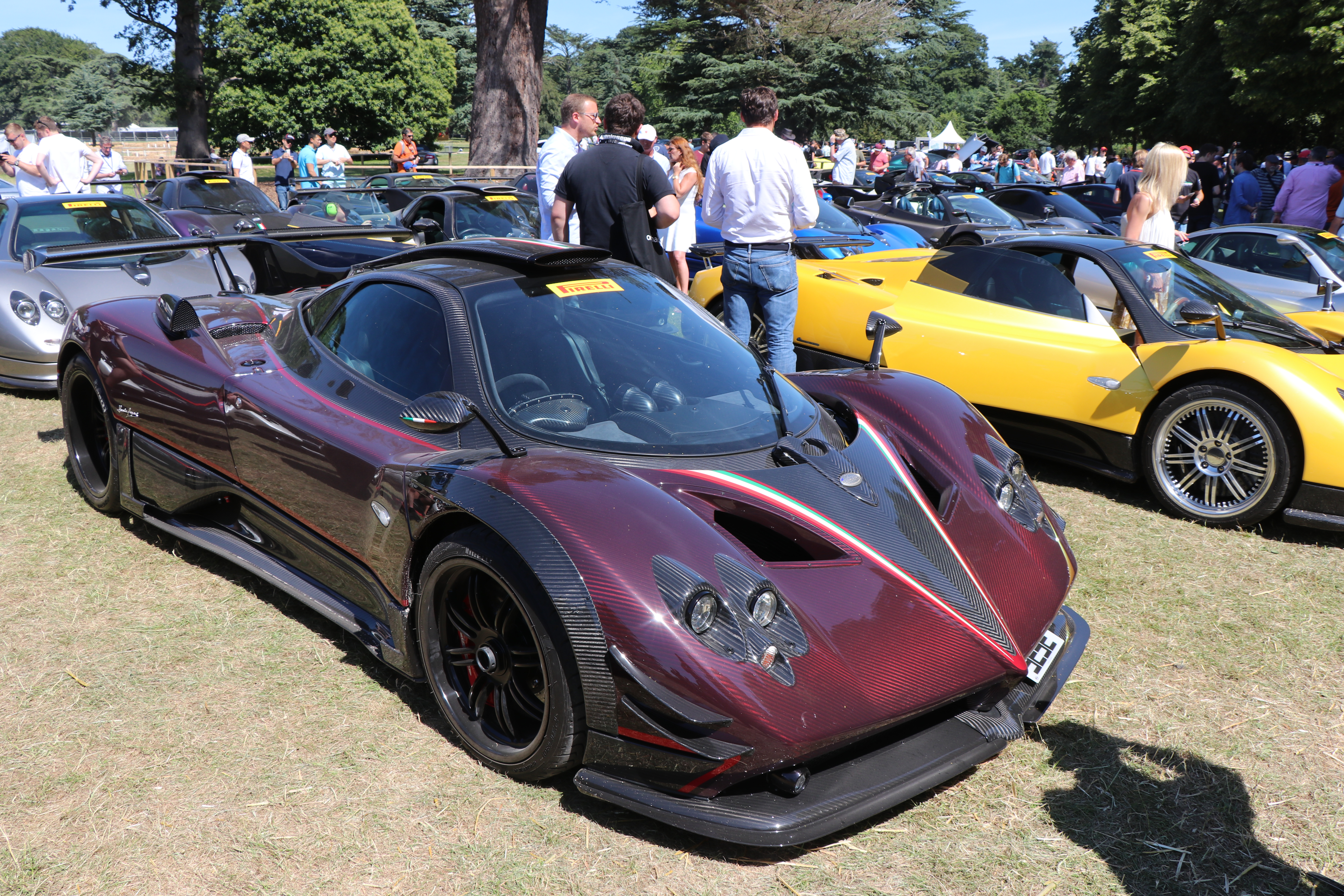
Pagani Zonda Fantasma Evo

Na specjalne zamówienie klientów z całego świata, Pagani na przestrzeni 20 lat zbudowało kilkanaście różnych egzemplarzy specjalnych w unikatowej specyfikacji typu one-off. Samochody zyskały niepowtarzalne kombinacje kolorystyczne, wykończenie kabiny pasażerskiej i modyfikacje w układzie napędowym. Budowano je na długo po zakończeniu regularnej produkcji w 2013 roku.
- Pagani Zonda Monza (2004)
- Pagani Zonda GJ (2009)
- Pagani Zonda Uno (2010)
- Pagani Zonda HH (2010)
- Pagani Zonda Absolute (2010)
- Pagani Zonda PS (2010)
- Pagani Zonda Fantasma Evo (2012)
- Pagani Zonda 764 Passione (2012)
- Pagani Zonda AG (2015)
- Pagani Zonda Kiryu (2015)
- Pagani Zonda LM (2015)
- Pagani Zonda MD (2015)
- Pagani Zonda Oliver Evolution (2016)
- Pagani Zonda Mileson (2016)
- Pagani Zonda JC (2016)
- Pagani Zonda Zozo (2016)
- Pagani Zonda Riviera (2017)
- Pagani Zonda Unica (2018)
- Pagani Zonda Diamante Verde (2018)
- Pagani Zonda Aether (2019)
- Pagani Zonda Venti (2019)
- Pagani Zonda Zun (2019)
- Pagani Zonda King (2019)
- Pagani Zonda Danubio (2019)
- Pagani Zonda Sapphire (2019)
- Pagani Zonda AY (2021)